# Pouru-Saint-Remy
 Pouru-Saint-Remy  es una población y comuna francesa, en la región de Champaña-Ardenas, departamento de Ardenas, en el distrito de Sedan y cantón de Sedan-Est.

## Demografía
| 1363 | 1412 | 1385 | 1232 | 1166 | 1165 |
| Para los censos de 1962 a 1999 la población legal corresponde a la población sin duplicidades (Fuente: INSEE [Consultar]) |      |      |      |      |      |